# Bolbocerosoma elongatum
Bolbocerosoma elongatum är en skalbaggsart som beskrevs av Henry Fuller Howden 1955. Bolbocerosoma elongatum ingår i släktet Bolbocerosoma och familjen Bolboceratidae. Inga underarter finns listade.